# 广金岛
广金岛（英语：Palm Island），越方称之为光和西岛（越南语：／），位于南中国海西沙群岛永乐群岛南部，琛航岛以西约370米，与琛航岛处于同一个珊瑚礁盘上，面积0.06平方公里；广金岛以南有一条约370米的长堤相连接和琛航岛。岛上有植被和饮用水。岛上土壤主要是磷质石灰土。1947年和1983年公布名称为“广金岛”，以纪念李准巡海时所乘的军舰“广金号”。中国渔民称“三脚屿”、“小三脚屿”。
广金岛现由中华人民共和国政府实际控制，行政上划归海南省三沙市管辖。归属三沙市永乐群岛管理委员会管辖。越南政府亦声称拥有其主权。